# Melinggih Kelod
Melinggih Kelod is een bestuurslaag in het regentschap Gianyar van de provincie Bali, Indonesië. Melinggih Kelod telt 4026 inwoners (volkstelling 2010).